# Raymond Keruzoré
Raymond Keruzoré, né le 17 juin 1949 à Châteauneuf-du-Faou dans le Finistère, est un footballeur international français, professionnel de 1971 à 1984, devenu entraîneur de clubs professionnels. En 2014, il est désigné meilleur footballeur breton de l'histoire par France Football.

## Biographie

### Carrière amateur

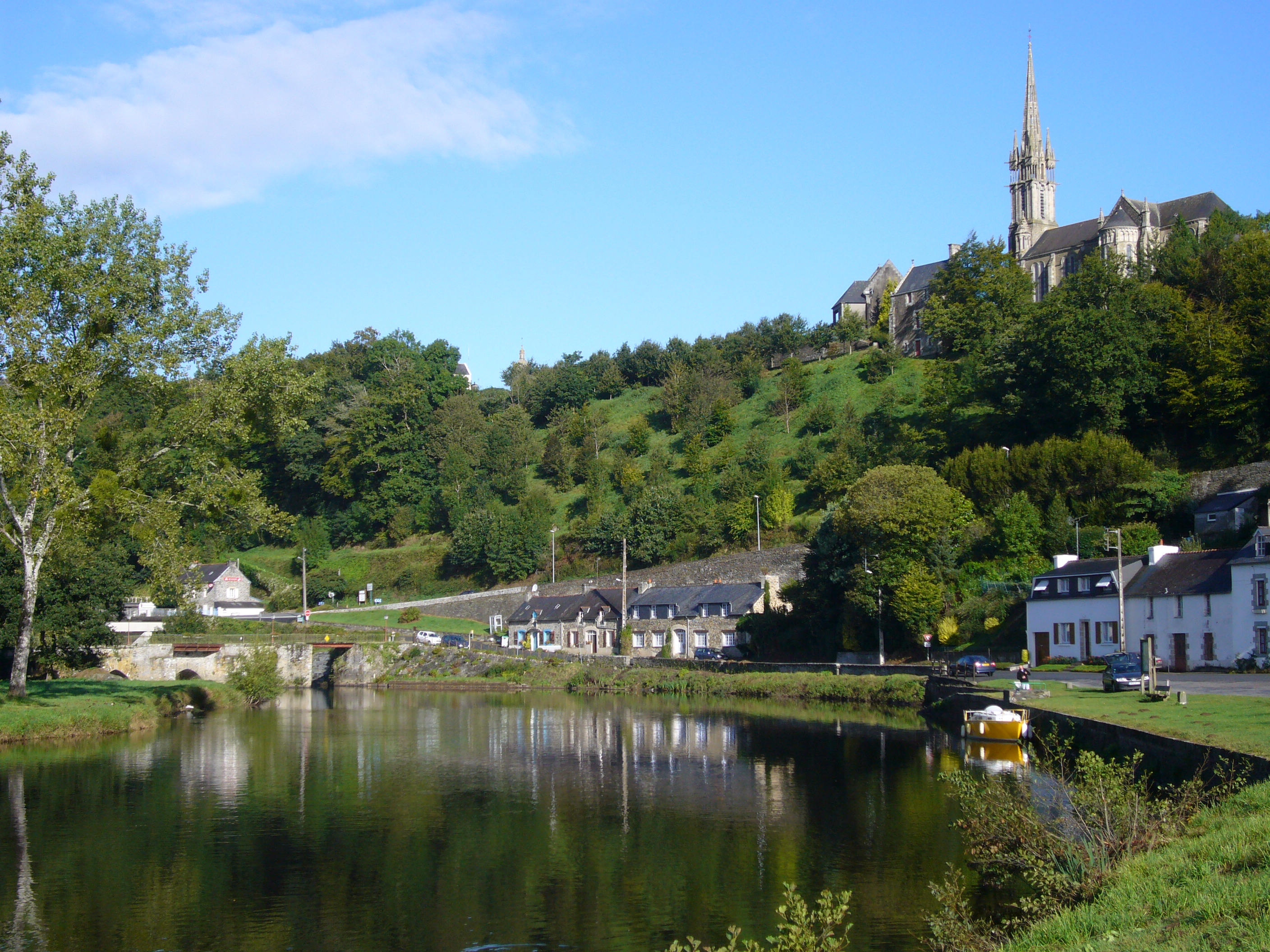
Raymond Keruzoré commence le football à Châteauneuf-du-Faou.

Raymond Keruzoré chausse ses premiers crampons à l'US Châteauneuf-du-Faou. Au début des années 1960, il est régulièrement présenté par son entraîneur au concours du jeune footballeur, mais ne fut jamais qualifié pour la finale nationale à Paris. À seize ans il joue déjà avec l'équipe première en PH. En février 1966 il est sélectionné dans l'équipe des cadets de l'Ouest, avec Loïc Kerbiriou et Francis Smerecki. Quelques semaines plus tard il est contacté par le Stade rennais et le FC Nantes pour participer à un stage. Il joue finalement en CFA au Stade quimpérois, parallèlement à ses études au lycée de Quimper où il obtient le baccalauréat.
En 1967, il poursuit des études de physique-chimie à la faculté des Sciences de Rennes. Il prend alors une licence amateurs au Stade rennais. Étudiant, il évolue alors comme meneur de jeu, et débute dans l'équipe réserve, qui joue alors en Division d'Honneur. Jean Prouff, l'entraîneur du Stade rennais, le repère et le pousse à devenir professionnel.

### Carrière professionnelle

#### Stade rennais et OM

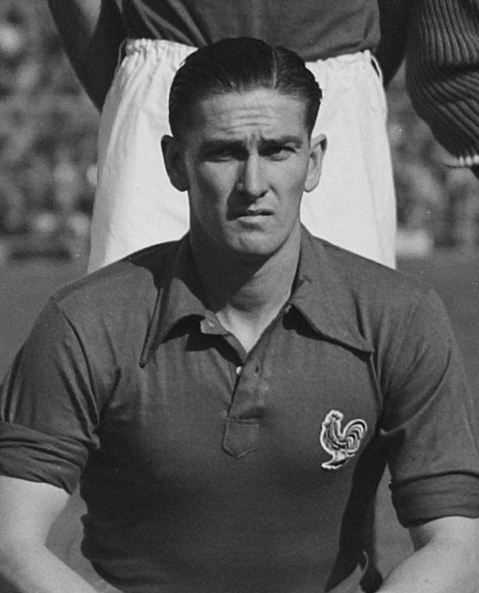
Jean Prouff lance Keruzoré en D1 en 1969.

Raymond Keruzoré dispute son premier match professionnel le 26 juin 1969 à l'âge de 22 ans (un match de Division 1 entre le Stade rennais et le FC Metz (0-3). Il obtient une licence en sciences en 1970.
Pour Jean Prouff, son premier entraîneur, « il allie à une vision impeccable du jeu une technique exceptionnelle ».
À partir de 1970, il devient titulaire indiscutable. Il signe son premier contrat professionnel le 6 avril 1971, trois jours après son premier but en D1. Il participe à la victoire du club breton en Coupe de France en juin 1971 (victoire 1-0 en finale contre l'Olympique lyonnais).
La saison suivante, il joue les deux matchs du Stade rennais en Coupe des coupes, contre les Glasgow Rangers (1-1 au match aller à Rennes et 0-1 au match retour à Glasgow). Il est alors international espoir.
En 1973, Raymond Keruzoré est recruté sans avoir son mot à dire par l'Olympique de Marseille en raison des problèmes financiers du Stade rennais. Il est vendu pour la somme record de 750 000 francs. Il bénéficie d'un temps de jeu assez important, disputant notamment 4 matchs en Coupe UEFA. En octobre 1973, il est appelé en équipe de France pour un match face à la RFA de Beckenbauer et Müller, mais n'entre pas en jeu lors de la rencontre. Ses performances à Marseille sont plutôt décevantes, et à l'issue de la saison, il retourne au Stade rennais, séduit par le discours des dirigeants bretons qui voulaient bâtir une grande équipe.

Après un bon début de saison, il se brouille peu à peu avec ses dirigeants et avec la plupart de ses coéquipiers. Taxé de gauchiste-maoïste par les uns, d'intello par les autres, son tempérament contestataire et volontiers provocateur lui vaut des inimitiés dans son club et plus généralement dans le monde du football. Il est chassé du club après la relégation en deuxième division avec une condamnation de rupture de contrat, cassée en appel.
Au sujet de son année mitigée à Marseille et de cette seconde expérience rennaise, Raymond Keruzoré affirme en 2004 : «- Avez-vous des regrets ? - Un peu par rapport à mon passage à Marseille. Je n'aurais pas dû partir aussi vite. Je suis arrivé en 1973 et je suis retourné à Rennes un an après. En fait, je me suis laissé convaincre par les dirigeants rennais qui voulaient bâtir une grande équipe. Cela a été le choix du cœur, mais finalement une erreur. »

#### Stade lavallois

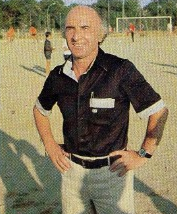
Michel Le Milinaire relance Keruzoré à Laval.

Il apparait comme un rebelle banni du football professionnel. À la surprise générale, il est recruté en 1975 par le Stade lavallois, alors présidé par Henri Bisson et entraîné par Michel Le Milinaire. Il reprend d'ailleurs à ce moment-là ses études à Rennes.
Vrai poète du jeu, il conquiert rapidement le public mayennais par sa gentillesse, sa simplicité, sa valeur sportive et humaine. En effet, il s'impose comme le maître à jouer des Tangos, dont il devient rapidement le capitaine, et qu'il conduit aussitôt en Division 1. En 1976, il est sur le point de signer au FC Nantes, mais les dirigeants lavallois le retiennent finalement. C'est une décision judicieuse, car il réalise une saison 1976-1977 exceptionnelle : il contribue grandement au maintien du club, et à titre individuel, il est récompensé par une première sélection en équipe de France et par l'étoile d'or de France Football.
La saison suivante, Raymond Keruzoré confirme ses bonnes performances. Il figure dans la liste des 40 présélectionnés pour la Coupe du monde de football de 1978 en Argentine, mais il ne fait finalement pas le voyage, n'étant pas retenu par Michel Hidalgo dans la liste finale des 22. Il est victime de la concurrence de Michel Platini, qui joue au même poste que lui.
Il effectue ensuite une dernière saison à Laval : l'équipe se maintient difficilement, mais Raymond Keruzoré brille encore, en marquant sept buts.
Son passage à Laval reste probablement l'apogée de sa carrière. « Il y avait un vrai esprit breton là-bas. Un bon entraîneur, Michel Le Milinaire, et un super groupe. Ce sont mes plus belles années », déclare-t-il en 2019. En 2002, il est élu « joueur du siècle du Stade lavallois » par les supporters mayennais.

#### Retour en Bretagne
De 1979 à 1981, il joue au Stade brestois, fraîchement promu en Division 1. L'équipe termine dernière du championnat. Malgré la relégation, Raymond Keruzoré reste au club. Toutefois, gravement blessé à la cheville, il rate une bonne partie de la saison et ne contribue pas beaucoup à la remontée du club en Division 1.
En 1981, il rejoint Guingamp comme entraîneur-joueur, amorçant ainsi sa reconversion.

### Carrière d'entraîneur
Raymond Keruzoré reste 5 saisons à Guingamp, d'abord comme entraîneur-joueur puis comme entraîneur à plein temps à partir de 1984. Lors de la saison 1982-83, le club guingampais, qui évolue alors en Division 2, réussit un bon parcours en Coupe de France, en sortant Laval (0-0, et 4-2 aux tirs au but), avant de perdre contre Tours en quarts-de-finale.
Devenu entraîneur, il prône un football fait de jeu et de plaisir, à l'image de ce qu'il fut comme joueur. Il s'inspire notamment des idées de Jean Prouff.
En 1986, il rejoint le Stade brestois, où il dirige notamment Paul Le Guen. Le club termine 8e du championnat (meilleur classement de son histoire). Malheureusement, ses relations avec le président François Yvinec deviennent très conflictuelles, et il est contraint de quitter le club au bout d'une saison.
De 1987 à 1991, il est entraîneur du Stade rennais. Il permet au club de remonter en Division 1 à l'issue de la saison 1989-1990. La saison suivante est catastrophique : il se brouille avec la plupart des dirigeants, des entraîneurs des équipes amateurs, de la structure de formation et des services administratifs et commerciaux du club. L'équipe termine bonne dernière du championnat, ne devant son maintien qu'aux rétrogradations administratives de Bordeaux, de Brest et Nice. À l'issue de la saison, Raymond Keruzoré est licencié, et remplacé par Didier Notheaux.
Un an plus tard (en 1992), il devient entraîneur de Tours, alors en Division 2. Au bout d'une saison, il est contraint au départ en raison du dépôt de bilan du club tourangeau.
Il effectue une année en National comme entraîneur du Stade quimpérois, en proie à de graves difficultés financières. Le club le licencie pour faute grave en janvier 1996, après des propos insultants envers ses propres dirigeants et des incidents consécutifs à des retards de paiement de salaires,.
Victime de problèmes récurrents à la cheville, il est contraint de quitter le métier en 1999, après une saison aux Dernières Cartouches de Carhaix. Il vit à Thorigné-Fouillard dans la banlieue rennaise, où il entraîne les jeunes de l'OC Cesson et de l'ES Thorigné, puis enseigne la physique chimie, avant de s'installer à Concarneau en 2021.
En 2001 il fait partie de l'équipe du centenaire du Stade rennais, comme remplaçant. En avril 2014, il est désigné meilleur footballeur breton de l'histoire par le magazine France Football. En 2016 Ouest-France le désigne comme le sixième meilleur joueur de l'histoire du Stade rennais. En 2020 les internautes du Télégramme le désignent dans l'équipe type du XXe siècle au Stade rennais. En 2021 une statue en bronze œuvre des sculpteurs Kere Dali et Laëtitia-May Le Guélaff, symbolisant son célèbre extérieur du pied, est inaugurée au Panthéon des plus populaires des Bretons, à Carhaix-Plouguer. En 2022, le magazine So Foot le classe dans le top 1000 des meilleurs joueurs du championnat de France, à la 181e place.

## Clubs

### Joueur
- 1961-1966 : US Châteauneuf-du-Faou (PH)
- 1966-1967 : Stade quimpérois (CFA)
- 1967-1973 : Stade rennais (88 matchs et 6 buts en Division 1, deux matchs en Coupe des Vainqueurs de Coupes)
- 1973-1974 : Olympique de Marseille (25 matchs et 2 buts en Division 1, quatre matchs en Coupe de l'UEFA)
- 1974-1975 : Stade rennais (19 matchs en Division 1)
- 1975-1979 : Stade lavallois (99 matchs et 14 buts en Division 1)
- 1979-1981 : Stade brestois (38 matchs en Division 2)
- 1981-1984 : EA Guingamp (entraîneur-joueur)

### Entraîneur
- 1981-1986 : EA Guingamp (entraîneur-joueur puis entraîneur)
- 1986-1987 : Brest Armorique FC
- 1987-1991 : Stade rennais
- 1992-1993 : Tours FC
- 1995-1996 : Stade quimpérois
- 1998-1999 : Dernières Cartouches Carhaix (DHR)

## Palmarès

### En club
- Vainqueur de la Coupe de France en 1971 avec le Stade rennais
- Champion de France de Division 2 en 1981 avec le Stade brestois

### En sélection
- 2 sélections en équipe de France entre 1976 et 1978[32]
  - France - Rép. d'Irlande (2-0) le 17 novembre 1976
  - France - Iran (2-1) le 11 mai 1978
- 1 sélection en équipe de France A' le 31 mars 1978 face à la Roumanie
- 8 sélections en équipe de France espoirs

### Distinctions individuelles
- Élu Étoile d'Or France Football en 1977
- Désigné meilleur joueur breton de l'histoire par France Football en 2014

### Statistiques
- 268 matchs et 22 buts en Division 1[33]
- 105 matchs et 10 buts en Division 2
- 2 matchs en Coupe d'Europe des Vainqueurs de Coupe
- 4 matchs en Coupe de l'UEFA

### Palmarès entraîneur
- Vice-champion de France de Division 2 en 1990 avec le Stade rennais

## Vie privée
Il est le père de Valérie Keruzoré, comédienne et épouse de l'acteur Tchéky Karyo.